# Daft Punk's Electroma
Daft Punk's Electroma е филмов проект на френското дуо Daft Punk. В него става дума за двама роботи, които искат да станат хора. Това е третият филм на групата, но за разлика от първите два тук музиката не е на Daft Punk.

## Филми на Daft Punk
Daft Punk's Electroma е третият филмов проект на групата Daft Punk.

### D.A.F.T. – A story about Dogs, Androids, Firemen and Tomatoes
Първият пълнометражен филм, издаден от французите, D.A.F.T. – A story about Dogs, Androids, Firemen and Tomatoes, включва музика от албума Homework, а части от филма са използвани за клипове на песните от този албум Fresh, Robot Rock и Technologic, хитове, на които групата дължи своя голям успех извън родината си.

### Interstella 5555
С издаването на новия си албум Discovery, Daft Punk пускат и нов филм, Interstella 5555 – The 5tory of the 5ecret 5tar 5ystem, от който отново са взети клиповете на песните от албума. Филмът е анимационен и, както Daft Punk поясняват, е символ на детското у хората. Това обяснява защо албумът е толкова различен от досегашните прояви на дуото – те са го кръстили Discovery („ откриване“), защото според тях детската възраст е именно време на изследване на света.

### Daft Punk's Electroma
Daft Punk's Electroma е първият режисьорски опит на Daft Punk, необвързан с тяхната музика. Според една остра рецензия за филма това е било грешка, ала много фенове смятат, че филма не би могъл да постигне внушението, което постига, само с песните от този албум.

## Особености и сюжет наDaft Punk's Electroma
Действието в Daft Punk's Electroma се развива бавно. В целия филм няма и следа от говор, като се изключат гласовете в някои от песните.
 Внимание:  Текстът по-долу разкрива сюжета на произведението (или части от него)!
Главните герои са двама и са в роботските костюми, в които често намираме членовете на Daft Punk. В първите 9 минути от филма наблюдаваме колата, в която се намират двамата главни героя, по междуградски път. Регистрацията е „HUMAN“ (човек).
Пристигат в град, населен изцяло с роботи. Там слизат от колата и се доближават до сграда, в която ще се опитат да ги направят хора – изливат течност с цвят на кожа върху шлемовете им и им залепват нос, очи, уши които изглеждат съвсем истински... Крайният резултат са кукли, жалки подобия на хора. Жителите на града не свалят поглед от мечтателите, докато маските им се топят под изгарящото слънце. Влизат в помещение с лошо осветление, където Робот 1 не откъсва очи от огледалото, но подканен от Робот 2 изхвърля разтопената си маска, почиства се и излизат навън.
Там започва дългата им разходка в пустинята. В един Робот 1 се спира и съблича якето си, като се обръща с гръб към спътника си. Робот 2 натиска бутоните на гърба на своя приятел, който се отдалечава и избухва. Робот 2 продължава сам в пустинята и на другия ден се отказва, сваля якето си и се опитва да достигне бутоните на своя гръб, ала не може. Сваля си шлема, и го разбива отчаяно в земята. Взема едно от блестящите парченца и го използва като лупа пред залязващото слънце и си пали ръката. Огънят се разраства и той продължава в пустинята запален.

## Състав

### Режисьори (Daft Punk)
- Тома Бангалтер (Thomas Bangalter)
- Ги-Манюел дьо Хомем-Кристо (Guy-Manuel de Homem Christo)

### Актьори
- Питър Хурто (Peter Hurteau) като Робот 1
- Майкъл Риш (Michael Reich) като Робот 2

### Сценаристи
- Тома Бангалтер (Thomas Bangalter)
- Ги-Манюел дьо Хомем-Кристо (Guy-Manuel de Homem Christo)
- Седрик Хервет (Cedric Hervet)
- Пол Хан (Paul Hahn)

### Продуцент
- Пол Хан (Paul Hahn)